# Nha khoa
Nha khoa là một khoa học nghiên cứu, chẩn định, chữa và phòng chống các bệnh về răng và các bộ phận khác trong miệng như xương hàm, nướu, và mạc mô trong miệng, gồm luôn cả các phần gần xương mặt và má. Mặc dù chủ yếu liên quan đến răng trong công chúng nói chung, lĩnh vực nha khoa không giới hạn trong việc nghiên cứu về cấu trúc, phát triển, và những bất thường của răng. Do có quan niệm chồng chéo đáng kể, nha khoa cũng thường được hiểu là bao hàm phần lớn các ngành y tế hiện nay không còn tồn tại như nghiên cứu răng miệng, các rối loạn và các bệnh của răng miệng) do vậy nha khoa (dentistry) và việc nghiên cứu răng miệng (stomatology) có thể được sử dụng thay thế cho nhau trong một phạm vi nhất định.
Nha khoa được xem là ngành y tế quan trọng trong việc cải tiến sức khỏe con người. Điều trị nha khoa thường được thực hiện bởi nhóm bác sĩ nha khoa, thường bao gồm một bác sĩ nha khoa và bác sĩ nha khoa phụ (phụ tá nha khoa, sát trùng nha khoa, kỹ thuật viên nha khoa, và trị liệu nha khoa). Hầu hết các nha sĩ làm việc trong các phòng khám tư nhân, mặc dù một số công việc trong bệnh viện và các tổ chức đặc thù (nhà tù, các lực lượng vũ trang cơ sở, v.v...).
Lịch sử nha khoa là cổ xưa như lịch sử của nhân loại và nền văn minh với những bằng chứng sớm nhất có niên đại từ năm 7000 TCN. Còn từ các thời kỳ Harappan đầu của Nền văn minh thung lũng Indus (khoảng 3300 TCN) cho thấy bằng chứng của răng đã bị khoan có niên đại 9.000 năm. Phẫu thuật nha khoa được cho là phẫu thuật đầu tiên của y học.
Các ngành nghề trong nha khoa gồm có: Nha sĩ là y sĩ chuyên về nha khoa. Nha tá phụ giúp nha sĩ tương tự như y tá phụ giúp y sĩ. Ngoài ra còn có chuyên viên làm răng giả, vật lý trị liệu nha khoa, v,v,...

## Thuật ngữ
Thuật ngữ "nha khoa" bắt nguồn từ từ "dentist" trong tiếng Pháp, xuất phát từ các từ tiếng Pháp và tiếng Latinh liên quan đến răng. Nghiên cứu khoa học về răng được gọi là "nha học" (từ tiếng Hy Lạp cổ tiếng Hy Lạp cổ: ὀδούς, đã Latinh hoá: odoús, n.đ. 'răng') - nghiên cứu về cấu trúc, phát triển và các bất thường của răng.

## Lịch sử

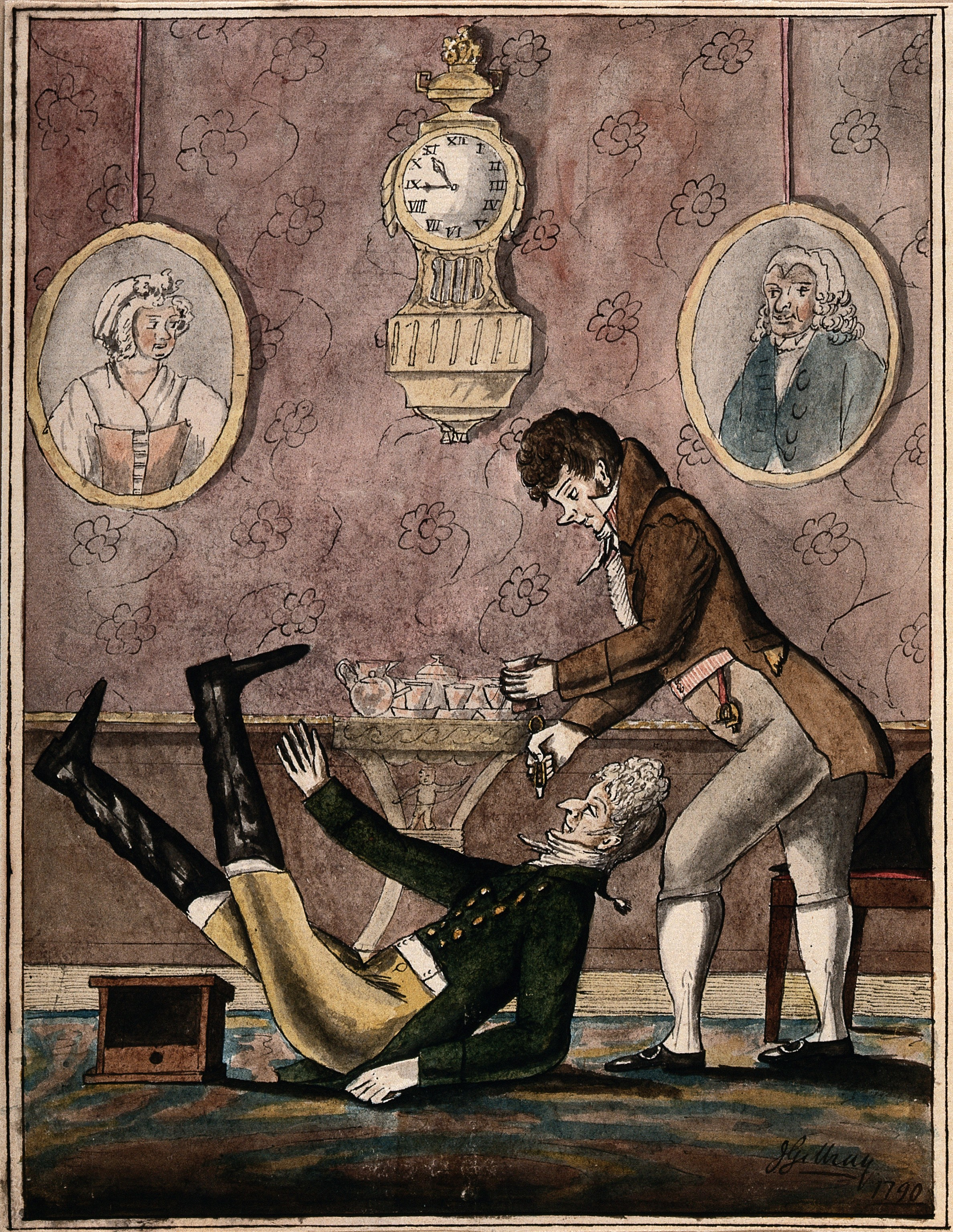
Một bệnh nhân giàu có ngã vì bị nhổ răng quá mạnh bởi một nha sĩ thời trang, khoảng năm 1790. Lịch sử nha khoa.

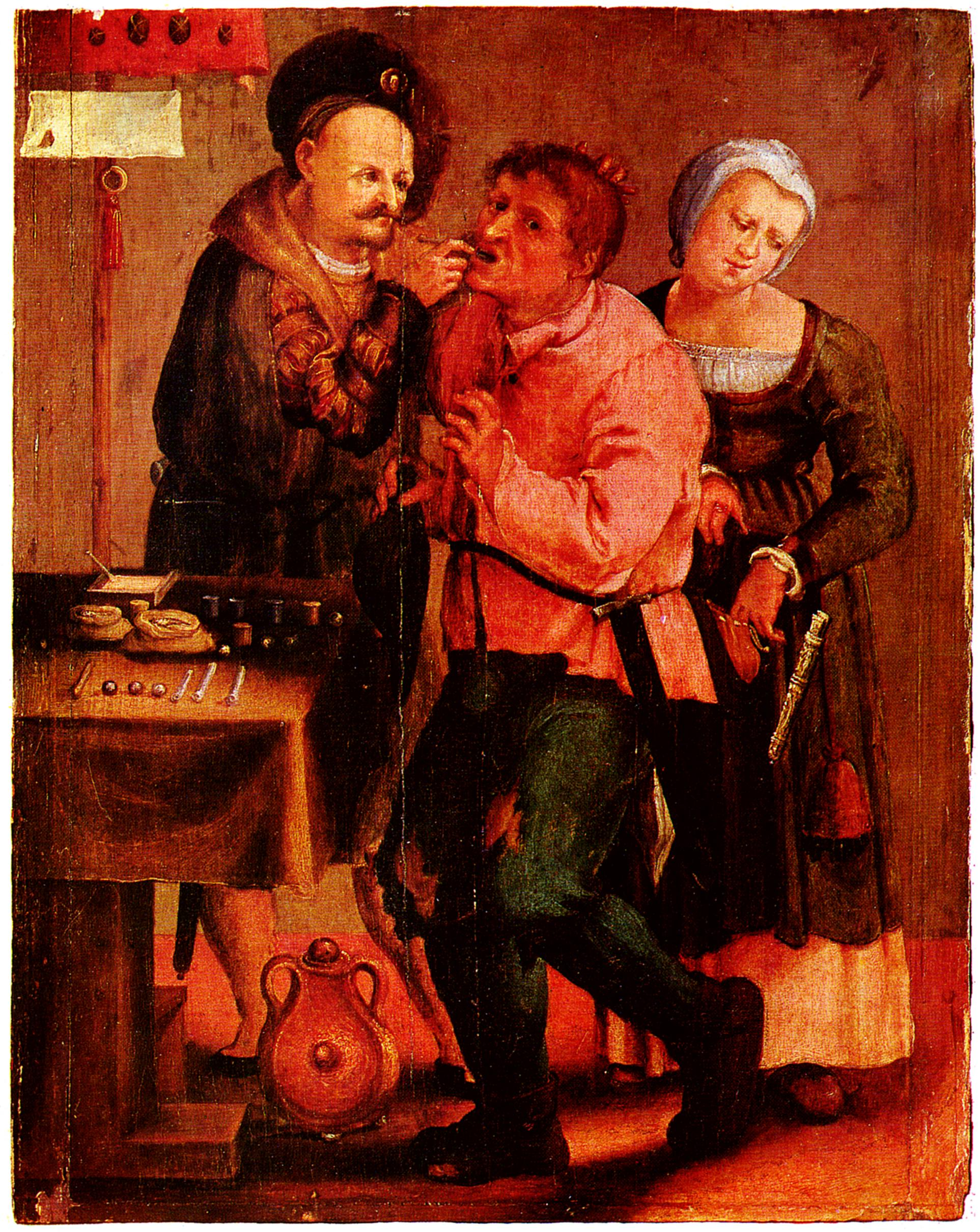
Nông dân đến nha sĩ, Johann Liss, khoảng năm 1616-17

Sự phát triển sâu răng ít xảy ra trong các xã hội tiền nông nghiệp, nhưng khi xã hội nông nghiệp ra đời khoảng 10.000 năm trước đây, số lượng sâu răng (vết sâu) đã tăng lên. Một chiếc răng bị nhiễm trùng tại Ý đã được làm sạch một phần bằng công cụ silex, từ khoảng 13.820 đến 14.160 năm trước đây, đại diện cho nha khoa cổ nhất được biết đến, mặc dù một nghiên cứu năm 2017 cho rằng cách đây 130.000 năm, Người Neanderthal đã sử dụng công cụ nha khoa nguyên thủy. Thung lũng sông Sông Ấn Độ đã cung cấp bằng chứng về việc thực hành nha khoa từ thời kỳ đá, từ khoảng năm 7000 TCN. Di chỉ Mehrgarh thuộc thời kỳ Đồ đá mới (nay thuộc tỉnh tây nam của Pakistan, Balochistan) cho thấy hình thức nha khoa này liên quan đến chữa trị các rối loạn liên quan đến răng bằng cách sử dụng công cụ khoan bow drill, có thể do những thợ chế tác hạt có kỹ năng vận hành. Việc tái tạo hình dạng của nha khoa cổ này đã chứng minh phương pháp sử dụng là đáng tin cậy và hiệu quả. Hợp chất nha khoa đầu tiên, được làm từ sáp ong, được phát hiện ở Slovenia và có niên đại 6.500 năm trước. Nha khoa đã được thực hành trong thời kỳ tiền sử Malta, như được chứng minh bởi một cái đầu với viêm nướu đã được xử lý từ gốc của một chiếc răng, có niên đại từ khoảng năm 2500 TCN.
Một văn bản cổ Sumer miêu tả "sâu răng" là nguyên nhân gây sâu răng. Niềm tin này cũng được tìm thấy ở Ấn Độ cổ, Ai Cập, Nhật Bản và Trung Quốc. Truyền thuyết về con sâu cũng xuất hiện trong Homeric Hymns, và cho đến thế kỷ 14, nhà phẫu thuật Guy de Chauliac vẫn tin rằng sâu gây sâu răng.
Các công thức điều trị đau răng, nhiễm trùng và răng lỏng được ghi lại trong các tài liệu Ai Cập cổ như Ebers Papyrus, Kahun Papyri, Brugsch Papyrus và Hearst papyrus. Ebers Papyrus, viết vào thế kỷ 17 TCN nhưng có thể phản ánh các tài liệu trước đó từ khoảng năm 3000 TCN, đề cập đến cách điều trị hàm lệch hoặc gãy. Vào thế kỷ 18 TCN, Đạo luật Hammurabi đã đề cập đến việc nhổ răng hai lần trong ngữ cảnh hình phạt. Khám xét các xác ướp của một số người Ai Cập cổ và người Hy Lạp-La Mã tiết lộ những nỗ lực sớm nhất về nha khoa giả. Tuy nhiên, có thể những nha khoa giả này được chuẩn bị sau khi chết với mục đích thẩm mỹ.
Các học giả cổ Hy Lạp Hippocrates và Aristotle đã viết về nha khoa, bao gồm sự phát triển của răng, cách điều trị sâu răng và bệnh nướu, quá trình nhổ răng bằng kẹp nha khoa, và việc sử dụng dây kim loại để giữ vững răng lỏng và hàm bị gãy. Một số người cho rằng việc sử dụng các thiết bị nha khoa như "cầu nha" đã bắt đầu từ người Etruscans từ thời cổ đại, khoảng 700 TCN. Ở Ai Cập cổ đại, Hesy-Ra được ghi danh là "nhà nha sĩ" đầu tiên (người giỏi nhất trong chăm sóc răng miệng). Người Ai Cập đã dùng dây vàng để buộc các chiếc răng thay thế. Nhà văn y học La Mã Cornelius Celsus đã viết rất nhiều về các bệnh răng miệng và các phương pháp điều trị nha khoa, bao gồm việc sử dụng các chất làm dịu và chất làm cứng. Hợp chất nha khoa đầu tiên (hợp chất nha khoa) được ghi nhận lần đầu trong một tài liệu y học của bác sĩ Trung Quốc Su Kung vào năm 659 thời Đường và xuất hiện ở Đức vào năm 1528.
Trong thời kỳ "Thời kỳ Vàng Hồi giáo", nha khoa đã được thảo luận trong một số cuốn sách nổi tiếng về y học như "The Canon in medicine" của Avicenna và "Al-Tasreef" của Al-Zahrawi, được coi là hai nhà phẫu thuật vĩ đại nhất trong thời Trung cổ. Avicenna đã đề xuất rằng khi xương hàm bị gãy, nó nên được sửa chữa theo hướng dẫn của việc kẹp răng. Nguyên tắc này vẫn được áp dụng trong thời hiện đại. Al-Zahrawi đã phát minh hơn 200 dụng cụ phẫu thuật tương tự như các dụng cụ hiện đại.
Lịch sử, nhổ răng đã được sử dụng để điều trị nhiều loại bệnh. Trong thời Trung cổ và suốt thế kỷ 19, nha khoa không phải là một nghề độc lập và thường được thực hiện bởi thợ cắt tóc hoặc bác sĩ tổng quát. Thợ cắt tóc thường chỉ giới hạn công việc nhổ răng để giảm đau và ngăn chặn việc nhiễm trùng răng mãn tính. Các công cụ được sử dụng để nhổ răng đã có từ vài thế kỷ trước. Vào thế kỷ 14, Guy de Chauliac có thể đã phát minh ra dụng cụ pelican nha khoa (giống mỏ của chim hắc) được sử dụng để nhổ răng cho đến cuối thế kỷ 18. Sau đó, pelican đã được thay thế bằng chiếc chìa khóa nha khoa và cuối cùng là cặp nạng hiện đại vào thế kỷ 19.

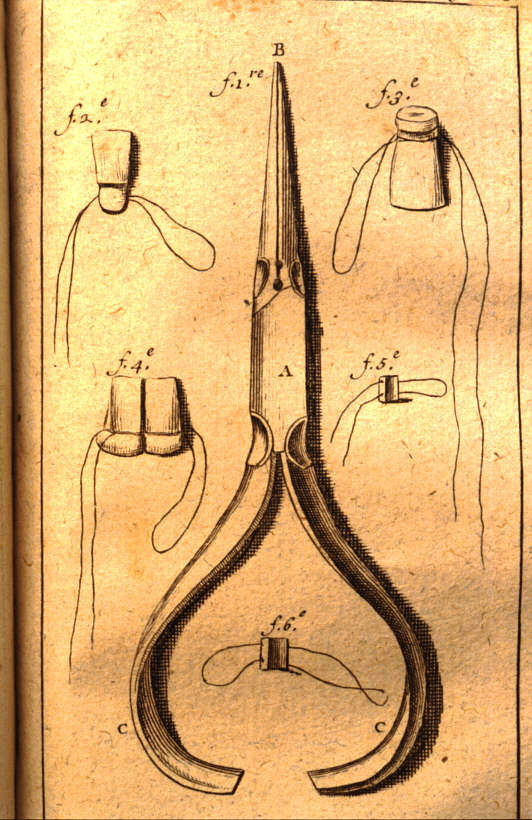
Cái kìm nha khoa được thiết kế bởi Fauchard vào cuối thế kỷ 17 để sử dụng trong nha khoa giả dược

Sách đầu tiên tập trung vào nha khoa duy nhất là "Artzney Buchlein" năm 1530, và cuốn sách giáo trình nha khoa đầu tiên được viết bằng tiếng Anh mang tên "Operator for the Teeth" do Charles Allen viết vào năm 1685.
Ở Vương quốc Anh, không có bằng cấp chính thức cho những người cung cấp điều trị nha khoa cho đến năm 1859, và chỉ vào năm 1921 thì việc hành nghề nha khoa mới bị hạn chế cho những người có chuyên môn đủ. Báo cáo của Ủy ban Hoàng gia về Dịch vụ Y tế Quốc gia vào năm 1979 cho biết vào thời điểm đó, số lượng nha sĩ đăng ký trên mỗi 10.000 dân ở Vương quốc Anh gấp đôi số lượng nha sĩ đăng ký vào năm 1921.

### Nha khoa hiện đại

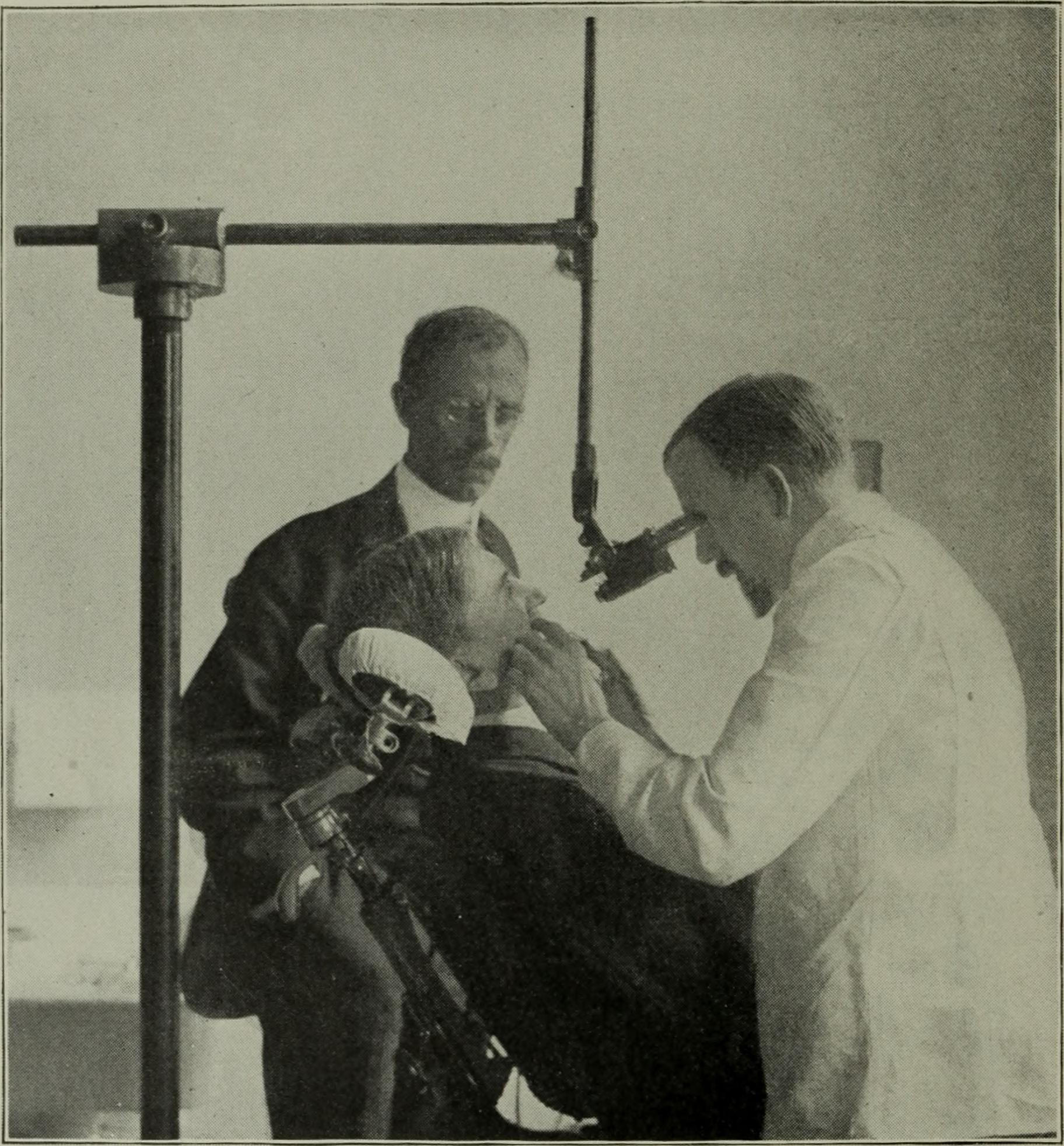
Thiết bị viễn vọng được sử dụng trong phân tích nha khoa, khoảng năm 1907

Trong khoảng thời gian từ năm 1650 đến 1800, nha khoa hiện đại đã phát triển. Bác sĩ người Anh Thomas Browne trong tác phẩm A Letter to a Friend (khoảng năm 1656, xuất bản năm 1690) đã đưa ra quan sát ban đầu về nha khoa với tính hài hước đặc trưng:
Tôi đã thấy các xác ướp Ai Cập, miệng chúng mở rộng và hơi hé lộ, tạo cơ hội tốt để xem và quan sát răng của chúng. Không dễ để tìm thấy bất kỳ răng nào bị thiếu hoặc hỏng. Vì vậy, ở Ai Cập, nơi một người chỉ thực hiện một phẫu thuật hoặc điều trị một phần duy nhất, nghề nghiệp chăm sóc răng chỉ là công việc cằn cỗi và không tốt hơn việc làm răng cho Vua Pyrrhus, người chỉ có hai răng trên đầu.

Pierre Fauchard, một bác sĩ phẫu thuật người Pháp, được gọi là "cha đẻ của nha khoa hiện đại". Dù các công cụ phẫu thuật trong thời kỳ cuối thế kỷ 17 và đầu thế kỷ 18 còn hạn chế, Fauchard là một bác sĩ phẫu thuật tài ba đã tạo ra nhiều cải tiến đáng kể cho các công cụ nha khoa. Ông thường sáng tạo bằng cách thích nghi các dụng cụ từ các nghề như làm đồng hồ, làm kim hoặc làm tóc để sử dụng trong nha khoa. Ông đã giới thiệu việc sử dụng vật liệu để lấp đầy các vết sâu răng. Ông cho rằng axit gốc đường như axit tartaric là nguyên nhân gây mục răng, và ông cũng đề xuất rằng khối u xung quanh răng và trong nướu có thể xuất hiện ở giai đoạn sau khi răng bị hỏng.

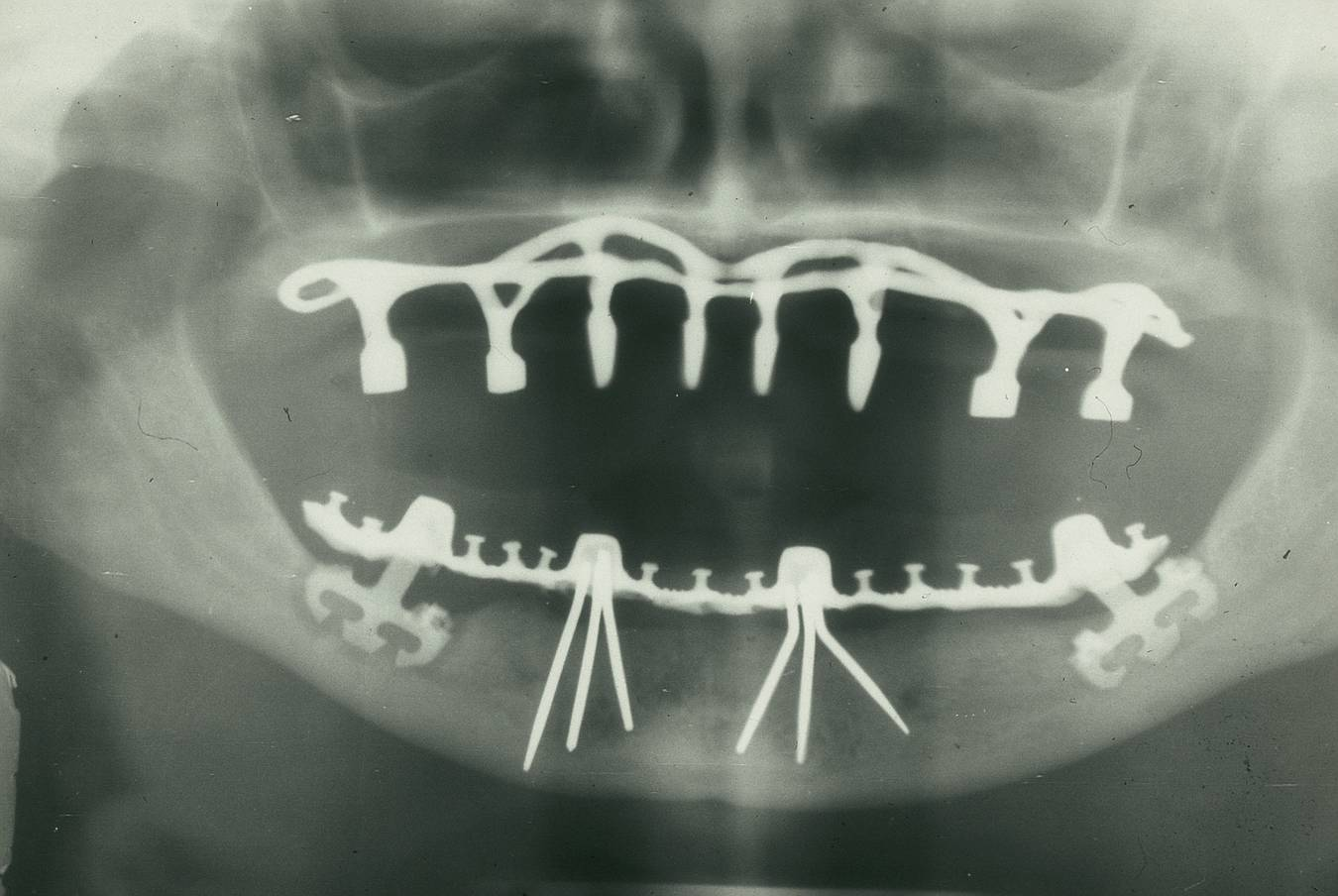
Phim X-quang toàn cảnh về các implant nha khoa lịch sử, chụp năm 1978

Fauchard là người tiên phong trong việc tạo ra các bộ răng giả và ông đã phát minh nhiều phương pháp để thay thế các răng bị mất. Ông đề xuất rằng có thể tạo ra các bộ răng giả từ các khối ngà voi hoặc xương. Ông cũng giới thiệu việc sử dụng các bộ chỉnh răng. Ban đầu, chúng được làm bằng vàng, nhưng ông đã khám phá ra rằng vị trí của răng có thể được điều chỉnh thông qua các sợi dây kim loại. Thông thường, chỉ sợi len hoặc chỉ tơ lụa được sử dụng để buộc các bộ chỉnh răng. Đóng góp chính của ông cho khoa học nha khoa nằm trong tác phẩm năm 1728 có tên Le chirurgien dentiste hoặc The Surgeon Dentist. Tác phẩm bằng văn bản tiếng Pháp này bao gồm "giải phẫu và chức năng cơ bản của miệng, xây dựng răng và các phương pháp phẫu thuật và phục hồi khác, và đã tách rời nha khoa khỏi lĩnh vực phẫu thuật rộng hơn".

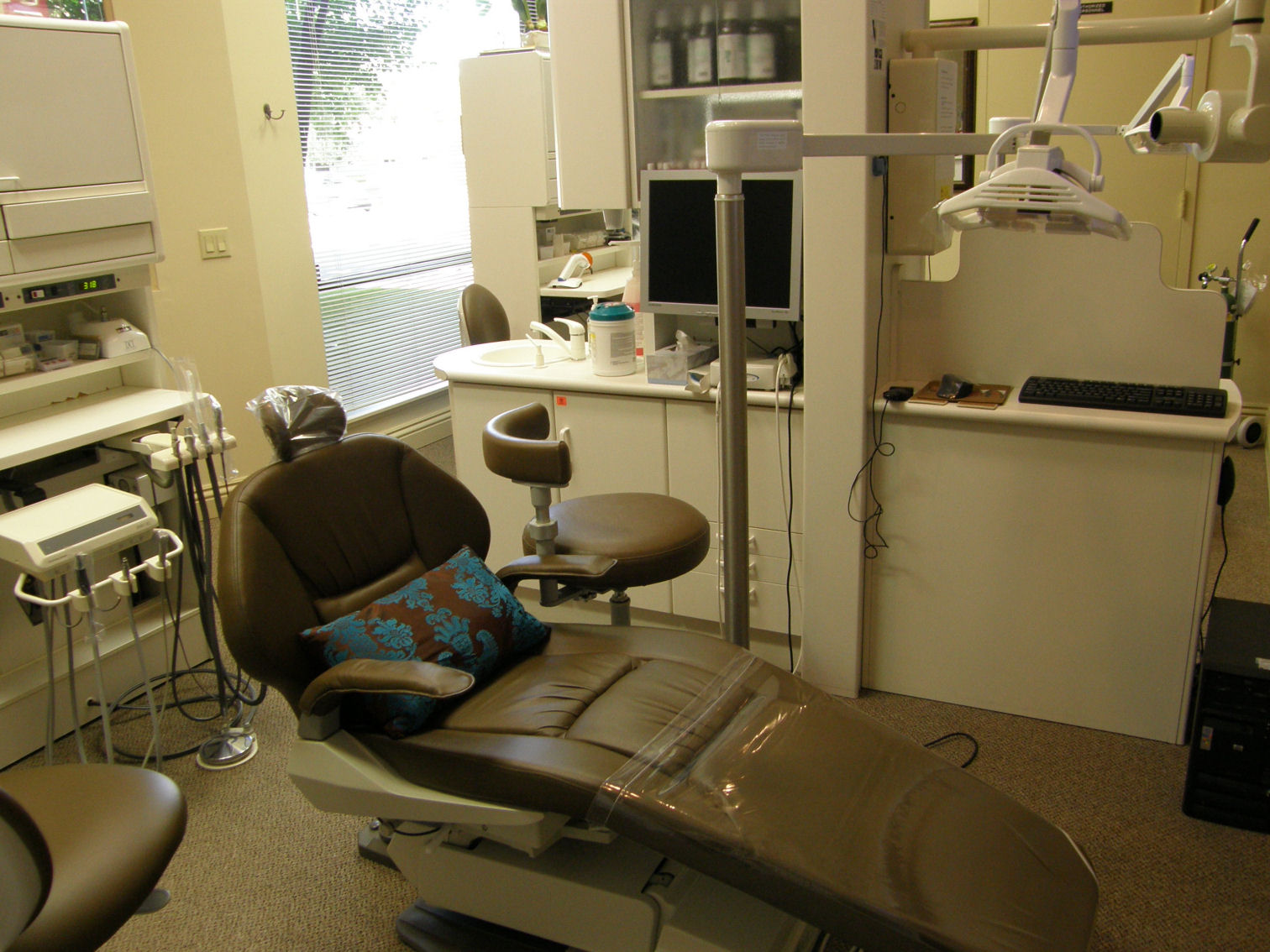
Ghế nha khoa hiện đại

Sau Fauchard, nghiên cứu về nha khoa phát triển nhanh chóng. Hai cuốn sách quan trọng, Natural History of Human Teeth (1771) và Practical Treatise on the Diseases of the Teeth (1778), được xuất bản bởi bác sĩ người Anh John Hunter. Năm 1763, ông bắt đầu hợp tác với nha sĩ James Spence tại Luân Đôn. Ông bắt đầu lý thuyết về khả năng cấy ghép răng từ người này sang người khác. Ông nhận ra rằng khả năng thành công của việc cấy ghép răng (ít nhất ban đầu) sẽ được cải thiện nếu răng từ người hiến tặng được giữ tươi và phù hợp về kích thước với người nhận. Những nguyên tắc này vẫn được áp dụng trong cấy ghép cơ quan nội tạng. Hunter đã thực hiện một loạt ca phẫu thuật tiên phong, trong đó ông thử nghiệm cấy ghép răng. Mặc dù những chiếc răng được hiến tặng không kết hợp chặt chẽ với lợi nước của người nhận, một bệnh nhân của Hunter cho biết ông đã có ba chiếc răng kéo dài trong sáu năm, một thành tựu đáng kinh ngạc cho thời đại đó.
Trong thế kỷ 19, đã có những tiến bộ đáng kể trong khoa học và nha khoa đã phát triển từ một nghề thủ công thành một ngành nghề chuyên nghiệp. Cuối thế kỷ 19, nghề nghiệp này đã được chính phủ quy định. Tại Vương quốc Anh, Đạo luật Nha sĩ được thông qua vào năm 1878 và Hiệp hội Nha khoa Anh được thành lập vào năm 1879. Cùng năm đó, Francis Brodie Imlach trở thành nha sĩ đầu tiên được bầu làm Chủ tịch Hội Nha sĩ Hàn lâm Vương quốc (Edinburgh), đưa nha khoa lên vị thế ngang hàng với phẫu thuật lâm sàng lần đầu tiên.

### Những nguy hiểm trong nha khoa hiện đại
Tiếp xúc lâu dài với tiếng ồn trong môi trường làm việc nha khoa có thể gây mất thính lực vĩnh viễn, được gọi là mất thính lực do tiếng ồn (NIHL) và chuột rút (tinnitus). Tiếng ồn có thể kích thích quá mức cơ chế thính giác, làm hại các cấu trúc nhạy cảm bên trong tai. Mất thính lực do tiếng ồn có thể xảy ra khi tiếp xúc với mức độ âm thanh trên 90 dBA theo quy định của Cục An toàn và Sức khỏe Nghề nghiệp (OSHA). Quy định cho biết mức độ tiếng ồn cho phép cho cá nhân là 90 dBA. Đối với Viện Quốc gia về An toàn và Sức khỏe Nghề nghiệp (NIOSH), giới hạn tiếp xúc được đặt là 85 dBA. Tiếp xúc dưới 85 dBA không được coi là nguy hiểm. Thời gian tiếp xúc trong môi trường có âm thanh trên 85 dBA trước khi gây mất thính lực được giới hạn trong 8 giờ theo quy định của OSHA. Thời gian tiếp xúc ngắn hơn khi mức độ dBA tăng lên.
Trong lĩnh vực nha khoa, sử dụng nhiều dụng cụ vệ sinh như máy cạo âm thanh và máy cạo siêu âm. Đa số các dụng cụ không vượt quá mức 75 dBA, nhưng tiếp xúc kéo dài trong nhiều năm có thể dẫn đến mất thính lực hoặc gặp vấn đề chuột rút. Rất ít nha sĩ đã báo cáo việc sử dụng thiết bị bảo vệ thính giác cá nhân, Điều này có thể giảm thiểu mất thính và tình trạng chuột rút có thể xảy ra.

### Nha khoa dựa trên bằng chứng
Trong nha khoa hiện đại, có một xu hướng quan trọng đặt sự tập trung vào việc sử dụng các bằng chứng khoa học chất lượng để đưa ra quyết định chữa trị. Nha khoa dựa trên bằng chứng (EBD) sử dụng các bằng chứng khoa học hiện tại để hướng dẫn quyết định. Đây là một phương pháp trong lĩnh vực sức khỏe răng miệng, yêu cầu áp dụng và xem xét dữ liệu khoa học liên quan đến sức khỏe răng miệng và sức khỏe tổng quát của bệnh nhân. Bên cạnh kỹ năng và chuyên môn của nha sĩ, EBD cho phép nha sĩ cập nhật các phương pháp chữa trị mới nhất và bệnh nhân được nhận điều trị cải thiện hơn. Một mô hình giáo dục y tế mới đã được phát triển để tích hợp nghiên cứu hiện tại vào giáo dục và thực hành, nhằm giúp các chuyên gia cung cấp chăm sóc tốt nhất cho bệnh nhân của mình. Phương pháp này được giới thiệu lần đầu bởi Gordon Guyatt và Nhóm Công việc Y học Dựa trên Bằng chứng tại Đại học McMaster ở Ontario, Canada vào những năm 1990. Nó là một phần của phong trào lớn hơn về y học dựa trên bằng chứng và các phương pháp dựa trên bằng chứng khác, đặc biệt quan trọng trong nha khoa vì liên quan chặt chẽ đến chữa trị các bệnh răng miệng và các bệnh lý toàn thân. Các vấn đề khác liên quan đến nha khoa trong việc nghiên cứu và thực hành dựa trên bằng chứng bao gồm sức khỏe răng miệng cộng đồng, thực hành lâm sàng nha khoa, hình dạng của răng và nhiều vấn đề khác.

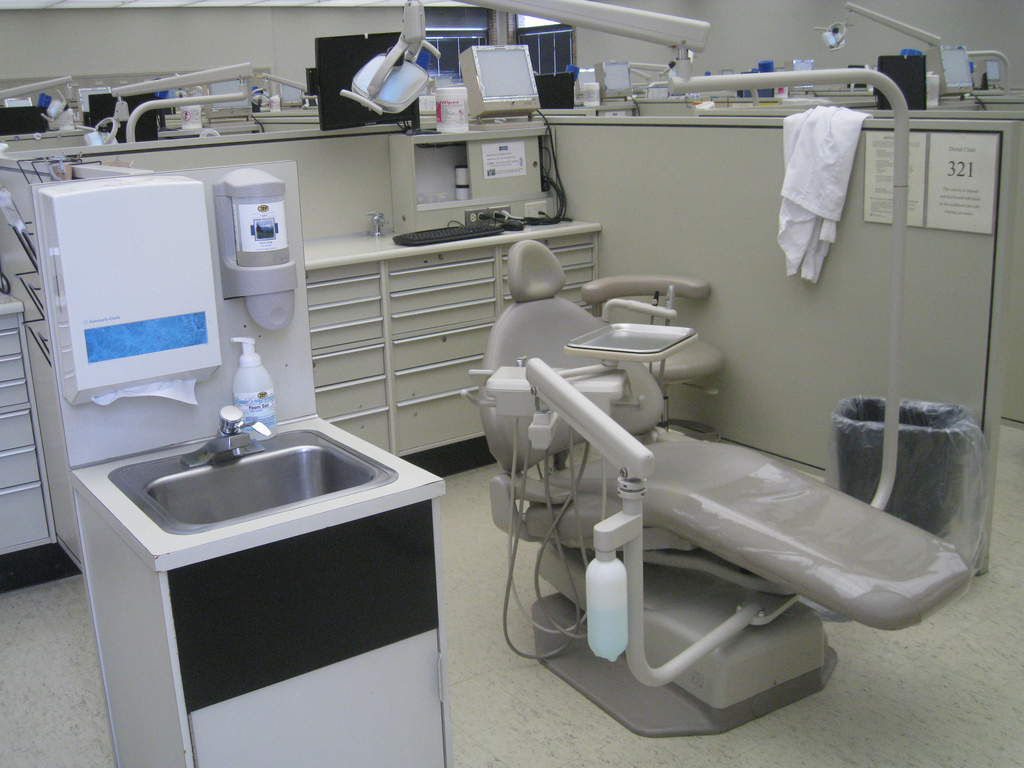
Ghế nha khoa tại Trường Nha khoa Đại học Michigan

## Điều trị nha khoa
Nha khoa thường bao gồm các phương pháp liên quan đến vùng miệng. Theo Tổ chức Y tế Thế giới, các bệnh nha khoa là vấn đề sức khỏe công cộng quan trọng do phổ biến và tỷ lệ mắc bệnh cao trên toàn cầu, đặc biệt ảnh hưởng đến nhóm khó khăn hơn trong xã hội.
Hầu hết các phương pháp điều trị nha khoa được thực hiện nhằm ngăn ngừa hoặc điều trị hai bệnh nha khoa phổ biến nhất là sâu răng (mục sụn răng) và bệnh nướu (viêm nướu hoặc bệnh Pyorrhea). Các phương pháp điều trị thông thường bao gồm phục hình răng, nhổ răng hoặc loại bỏ răng bằng phẫu thuật, tẩy trắng răng và nha khoa làm đẹp.
Do tính chất chung của việc đào tạo, các nha sĩ không chuyên môn có khả năng tiến hành hầu hết các phương pháp điều trị nha khoa như phục hình (trám răng, mão răng, cầu răng), nha giả (răng giả), điều trị nội nha (cạo mô dây chằng), điều trị nướu (điều trị viêm nướu) và nhổ răng, cũng như thực hiện các cuộc khám nghiệm, chụp X-quang và chẩn đoán. Nha sĩ cũng có thể kê đơn thuốc như kháng sinh, thuốc an thần và bất kỳ loại thuốc nào được sử dụng trong quản lý bệnh nhân. Tùy thuộc vào quy định của cơ quan cấp phép, các nha sĩ không chuyên môn có thể được yêu cầu hoàn thành thêm đào tạo để thực hiện các phương pháp như gây tê, cấy ghép răng, vv.
[[Tập tin:Enamel celiac.jpg|thumb|right|Các khuyết điểm vĩnh viễn trên men răng gây ra bởi bệnh celiac không được điều trị. Chúng có thể là dấu hiệu duy nhất cho việc chẩn đoán bệnh, ngay cả khi không có triệu chứng về tiêu hóa, nhưng thường bị nhầm lẫn với hiện tượng sự nhiễm fluor, màu sắc thay đổi do sử dụng tetracycline, trào ngược axit hoặc nguyên nhân khác. Viện Quốc gia Y tế bao gồm một cuộc kiểm tra nha khoa trong quy trình chẩn đoán của bệnh celiac.
Nha sĩ cũng khuyến khích phòng ngừa bệnh nha khoa bằng cách giữ vệ sinh miệng đúng cách và kiểm tra định kỳ hàng năm hai lần trở lên để làm sạch chuyên nghiệp và đánh giá. Nhiễm trùng và viêm nhiễm răng miệng có thể ảnh hưởng đến sức khỏe tổng quát và tình trạng trong miệng có thể là dấu hiệu của các bệnh hệ thống như loãng xương, tiểu đường, bệnh celiac hoặc ung thư. Nhiều nghiên cứu cũng chỉ ra rằng bệnh viêm nướu liên quan đến nguy cơ mắc tiểu đường, bệnh tim và sinh non. Khái niệm rằng sức khỏe răng miệng có thể ảnh hưởng đến sức khỏe và bệnh hệ thống được gọi là "sức khỏe răng miệng-hệ thống".

## Vấn đề đạo đức và pháp lý trong y học nha khoa
Lĩnh vực nha khoa có đặc trưng độc đáo là yêu cầu sinh viên nha khoa phải có kỹ năng lâm sàng dựa trên năng lực, chỉ có thể đạt được thông qua quá trình đào tạo thực hành chuyên sâu được giám sát và chăm sóc trực tiếp bệnh nhân. Điều này đòi hỏi nền tảng cơ sở khoa học và chuyên nghiệp trong chăm sóc, dựa trên giáo dục nghiên cứu rộng rãi. Theo một số chuyên gia, việc chứng nhận các trường nha khoa có thể nâng cao chất lượng và chuyên nghiệp của giáo dục nha khoa.